# Diezani Alison-Madueke

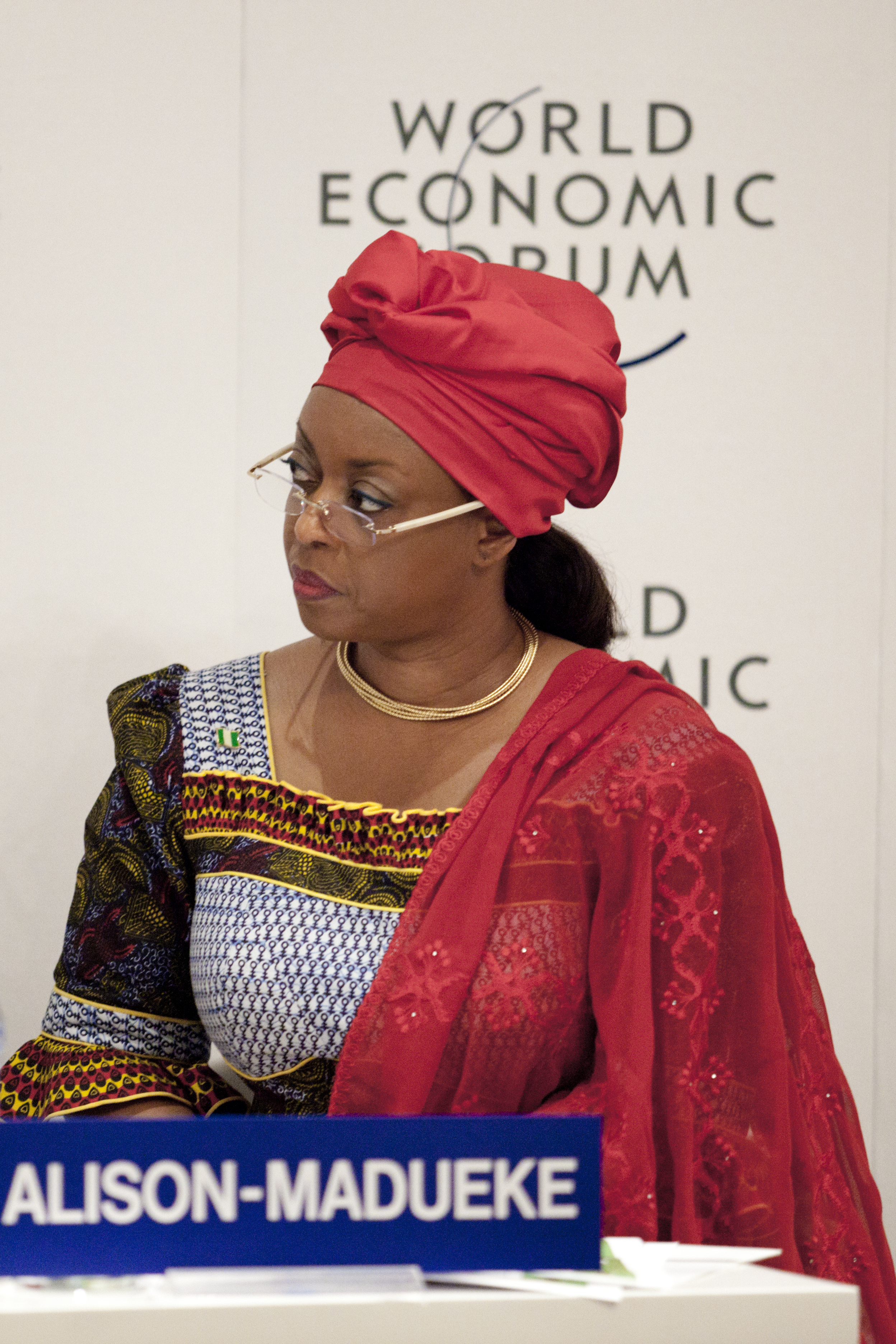
Diezani Alison-Madueke

Diezani K. Alison-Madueke (* 6. Dezember 1960 in Port Harcourt) ist eine nigerianische Politikerin.

## Leben
Alison-Madueke ist die Tochter von Frederick Abiye Agama und Beatrice Oyete Agama. Ihr Bruder ist der Bischof Doyé Teido Agama. Sie ist seit 1999 mit Rear Admiral i. R. Allison Madueke verheiratet und hat drei Kinder.

## Ausbildung
An der Howard University erwarb sie 1992 einen Bachelor in Architektur. 2002 erhielt sie ein Stipendium des Chevening Scholarship Programms des britischen Foreign and Commonwealth Office und studierte am Hughes-Hall-College der Universität Cambridge, wo sie 2003 mit einem MBA abschloss. Am 17. September 2011 verlieh ihr die Nigerian Defense Academy einen Ehrendoktor in Management Sciences.

## Berufliches
1992 begann sie für die Shell Petroleum Development Company Nigeria zu arbeiten und wurde 2006 als External Affairs Director zum ersten weiblichen Executive Director ernannt. Unter Präsident Umaru Yar’Adua war sie seit dem 26. Juli 2007 Ministerin für Verkehr, von 2008 an Ministerin für Bergbau und Stahlentwicklung. 2010 ernannte sie Präsident Goodluck Jonathan zur ersten weiblichen Ministerin für Energie (Erdöl), die Position hatte sie bis 2015 inne.
Auf der 166. Sitzung der OPEC am 27. November 2014 in Wien wurde sie zum 1. Januar 2015 zur ersten weiblichen Präsidentin der OPEC gewählt.

## Korruption
Im Februar 2014 erklärte der damalige Direktor der Zentralbank Nigerias Lamido Sanusi, dass 20 Milliarden US$ Öleinnahmen während der Amtszeit Alison-Madueke verschwunden seien. Kurze Zeit später wurde Sanusi von Präsident Goodluck Jonathan wegen „finanzieller Rücksichtslosigkeit und Fehlverhalten“ von seinem Amt suspendiert. 2015 wurde Alison-Madueke in London von der britischen National Crime Agency wegen Verdacht auf Bestechung und Geldwäsche festgenommen, aber einige Zeit später auf Kaution wieder freigelassen. Alison-Madueke wurde beschuldigt, während ihrer Amtszeit als Ministerin im Gegenzug für die Vergabe von lukrativen Aufträgen Bestechungsgelder angenommen zu haben. In der folgenden Zeit wurden Besitztümer Alison-Maduekes im Gesamtwert von knapp 53 Millionen US$ in den Vereinigten Staaten sichergestellt. Die nigerianische Anti-Korruptionsbehörde Economic and Financial Crimes Commission (EFCC) erklärte im Jahr 2022, dass Besitztümer im Wert von 153 Millionen US$ und mehr als 80 Immobilien beschlagnahmt worden seien. Am 10. Januar 2025 einigten sich die Vereinigten Staaten un Nigeria auf die Rückgabe von 52,88 Millionen US$ 
an Nigeria aus dem ehemaligen Vermögen von Alison-Madueke.